# Hijas de Nuestra Señora en el Monte Calvario
Las Hijas de Nuestra Señora en el Monte Calvario son una congregación religiosa católica femenina de derecho pontificio, escindidas de las Hermanas de Nuestra Señora del Refugio en el Monte Calvario, por el papa Gregorio XVI, el 20 de octubre de 1833. Las religiosas de esta congregación son conocidas popularmente como Hermanas del Monte Calvario y posponen a sus nombres las siglas: F.N.S.M.C.

## Historia

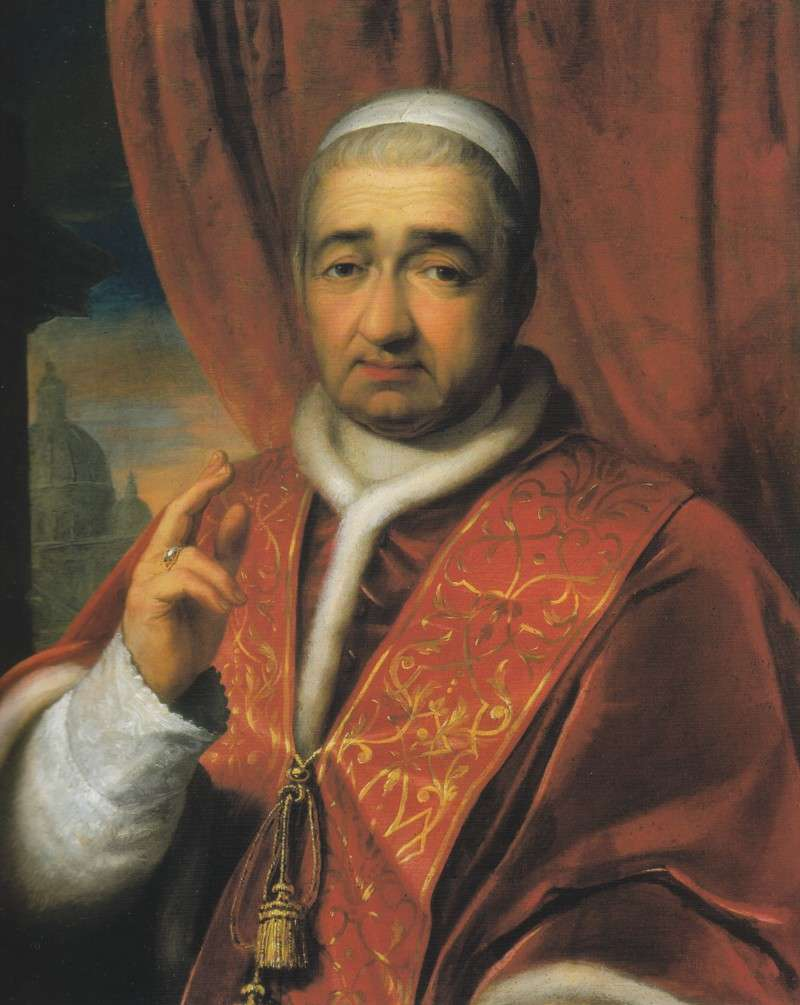
Para asegurarse de la ayuda de las hermanas del Monte Calvario, el papa Gregorio XVI independizó la congregación romana de la casa central de Génova, en 1833.

La congregación proviene de una escisión de las Hermanas de Nuestra Señora del Refugio en el Monte Calvario (Brignolinas), fundada por Virginia Centurione Bracelli en 1631 en Génova, Italia. Las Brignolinas estaban aprobadas por el gobierno genovés y una de las preocupaciones del mismo era que las religiosas se dedicaran a la administración sanitaria de la ciudad, para ello las subvencionaban y nombraban protectores para la administraban de sus bienes. Cuando se daba el caso de una fundación fuera de la ciudad, lo hacían como servicio por poco período de tiempo. En ese sentido las hermanas llegan a Roma en 1827, según un pedido del papa León XII, a quienes concedió el servicio de la Pía Casa de la Industria en las Termas de Diocleciano. Tiempo después fueron llamadas las religiosas por los protectores de la congregación.
En 1833, para no privarse de la ayuda que las religiosas ofrecían a la diócesis de Roma, el papa Gregorio XVI les concedió la autonomía de la casa central de Génova. La nueva congregación tomó el nombre de Hijas de Nuestra Señora en el Monte Calvario y el mismo pontífice les donó la iglesia de San Norberno de Rione Norte en Roma. A la cabeza de Antonia Bava, las hermanas tomaron poseso de la nueva fundación e iniciaron a recibir las primeras postulantes el 20 de octubre del mismo año. La congregación romana, a diferencia de la genovesa, se expandió en otras regiones de Italia, fundando la primera casa fuera de Roma en Rieti (1838) y luego en Viterbo (1839).
La congregación recibió el pontificio decreto de alabanza el 3 de julio de 1842. Con la pérdida de los Estados Pontificio el instituto sufrió la desamortización de sus bienes, quedando solo con algunos de sus bienes. Esto permitió que algunas religiosas fuesen enviadas como misioneras a otras naciones. Así la primera fundación se dio en Brasil en 1928, gracias a la ayuda del nuncio apostólico Benedetto Aloisi Masella.

## Actividades y presencias
Siguiendo el carisma de Virginia Centurione, las Hermanas en el Monte Calvario se dedican a la asistencia sanitaria en hospitales, casas de reposo y casas de familia; y a la educación de la infancia, en escuelas paritarias.
En 2011, la congregación contaba con 482 religiosas y 84 conventos, presentes en Argentina, Brasil, Camerún, Cuba, Guatemala, El Salvador, Filipinas, Israel, Italia, Nicaragua y Polonia. La casa general se encuentra en Roma y su actual superiora general es la religiosa Virginia La Maida.